# Coppa delle Coppe 1969-1970
La Coppa delle Coppe 1969-1970 è stata la 10ª edizione della competizione calcistica europea Coppa delle Coppe UEFA. Venne vinta dal Manchester City nella finale vinta contro il Górnik Zabrze.

## Turno preliminare
| Squadra 1    | Totale | Squadra 2     | Andata | Ritorno |
| ------------ | ------ | ------------- | ------ | ------- |
| Rapid Vienna | 1 - 1  | Torpedo Mosca | 0 - 0  | 1 - 1   |

## Sedicesimi di finale
| Squadra 1         | Totale | Squadra 2           | Andata | Ritorno     |
| ----------------- | ------ | ------------------- | ------ | ----------- |
| Dukla Praga       | 1 - 2  | Olympique Marsiglia | 1 - 0  | 0 - 2 (dts) |
| Dinamo Zagabria   | 3 - 0  | Slovan Bratislava   | 3 - 0  | 0 - 0       |
| IFK Norrköping    | 5 - 2  | Sliema Wanderers    | 5 - 1  | 0 - 1       |
| Shamrock Rovers   | 2 - 4  | Schalke 04          | 2 - 1  | 0 - 3       |
| Magdeburgo        | 2 - 1  | MTK Hungária        | 1 - 0  | 1 - 1 (dts) |
| Académica Coimbra | 1 - 0  | KuPS                | 0 - 0  | 1 - 0       |
| Lierse            | 11 - 1 | APOEL FC            | 10 - 1 | 1 - 0       |
| Athletic Club     | 3 - 6  | Manchester City     | 3 - 3  | 0 - 3       |
| Ards              | 1 - 3  | Roma                | 0 - 0  | 1 - 3       |
| Rapid Vienna      | 3 - 6  | PSV                 | 1 - 2  | 2 - 4       |
| Göztepe           | 6 - 2  | Lussemburgo         | 3 - 0  | 3 - 2       |
| Mjøndalen         | 2 - 12 | Cardiff City        | 1 - 7  | 1 - 5       |
| ÍBV               | 0 - 8  | Levski Sofia        | 0 - 4  | 0 - 4       |
| Frem              | 2 - 2  | San Gallo           | 2 - 1  | 0 - 1       |
| Olympiakos        | 2 - 7  | Górnik Zabrze       | 2 - 2  | 0 - 5       |
| Rangers Glasgow   | 2 - 0  | Steaua Bucarest     | 2 - 0  | 0 - 0       |

## Ottavi di finale
| Squadra 1           | Totale | Squadra 2         | Andata | Ritorno |
| ------------------- | ------ | ----------------- | ------ | ------- |
| Olympique Marsiglia | 1 - 3  | Dinamo Zagabria   | 1 - 1  | 0 - 2   |
| IFK Norrköping      | 0 - 1  | Schalke 04        | 0 - 0  | 0 - 1   |
| Magdeburgo          | 1 - 2  | Académica Coimbra | 1 - 0  | 0 - 2   |
| Lierse              | 0 - 8  | Manchester City   | 0 - 3  | 0 - 5   |
| Roma                | 1 - 1  | PSV               | 1 - 0  | 0 - 1   |
| Göztepe             | 3 - 1  | Cardiff City      | 3 - 0  | 0 - 1   |
| Levski Sofia        | 4 - 0  | San Gallo         | 4 - 0  | 0 - 0   |
| Górnik Zabrze       | 6 - 2  | Rangers Glasgow   | 3 - 1  | 3 - 1   |

## Quarti di finale
| Squadra 1         | Totale | Squadra 2       | Andata | Ritorno     |
| ----------------- | ------ | --------------- | ------ | ----------- |
| Dinamo Zagabria   | 1 - 4  | Schalke 04      | 1 - 3  | 0 - 1       |
| Académica Coimbra | 0 - 1  | Manchester City | 0 - 0  | 0 - 1 (dts) |
| Roma              | 2 - 0  | Göztepe         | 2 - 0  | 0 - 0       |
| Levski Sofia      | 4 - 4  | Górnik Zabrze   | 3 - 2  | 1 - 2       |

## Semifinali
| Squadra 1  | Totale | Squadra 2       | Andata | Ritorno     |
| ---------- | ------ | --------------- | ------ | ----------- |
| Schalke 04 | 2 - 5  | Manchester City | 1 - 0  | 1 - 5       |
| Roma       | 4 - 4  | Górnik Zabrze   | 1 - 1  | 2 - 2 (dts) |

## Finale
| Squadra 1       | Risultato | Squadra 2     |
| --------------- | --------- | ------------- |
| Manchester City | 2 - 1     | Górnik Zabrze |